# Ożarowice
Ożarowice è un comune rurale polacco del distretto di Tarnowskie Góry, nel voivodato della Slesia.
Ricopre una superficie di 43,72 km² e nel 2004 contava 5 397 abitanti.